# José Míguez Bonino

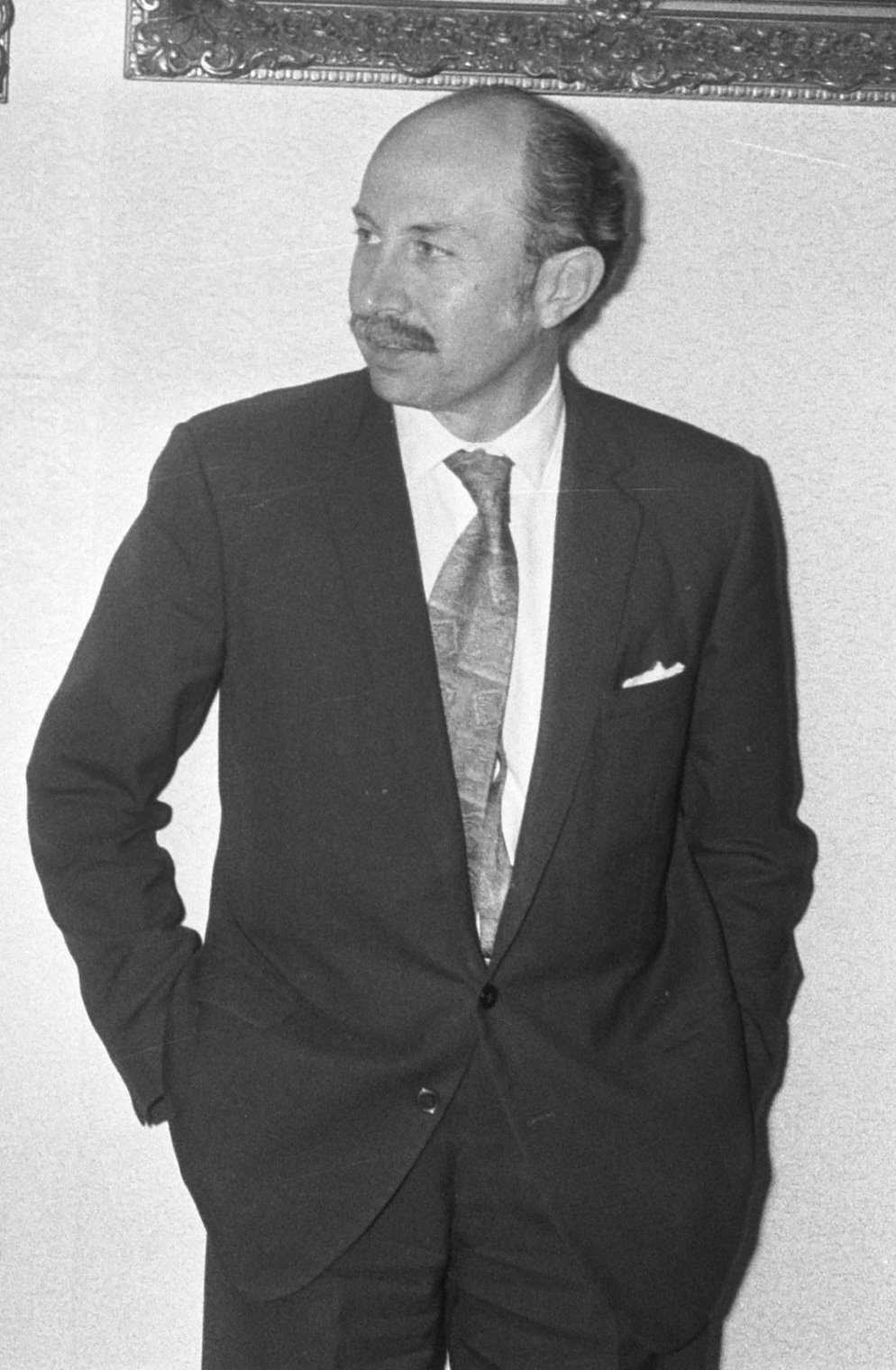
José Míguez Bonino (1974)

José Míguez Bonino (Santa Fé (Argentina), 5 de março de 1924 — 30 de junho de 2012) chegou a cursar dois anos na faculdade de medicina, mas abandonou os estudos, ao reconhecer que sua vocação era ser pastor . Em 1948, obteve licenciatura em teologia pela Faculdade Evangélica de Teologia de Buenos Aires, (atualmente ISEDET) e foi ordenado ministro da Igreja Evangélica Metodista. Foi pastor em Cochabamba (Bolivia), Mendoza e Buenos Aires (Argentina). Em 1960, obteve doutorado em teologia pelo Union Theological Seminary em Nova Iorque York). Foi integrante Comissão de Fé e Constituição e do Comitê Central do Conselho Mundial das Igrejas. Foi observador da Igreja Metodista no Concílio Vaticano II. Entre 1954 e sua aposentadoria, foi professor de ética e de teologia na Faculdade Evangélica de Teologia (atualmente ISEDET), tendo sido reitor desta instituição entre 1960 e 1970. Foi professor visitante no Union Theological Seminary em Nova Iorque, na Faculdade Valdense de Teologia em Roma e no "Selly Colleges" em Birmingham (Grã-Bretanha). Recebeu o título de Doutor honoris causa em diversas universidades.
Enquanto metodista, em sua formação foi muito influenciado pelas ideias de John Wesley, também foi influenciado pela "teologia do evangelho social", pela teologia liberal e pela teologia neo-ortodoxa de Karl Barth, Reinhold Niebuhr e Emil Brunner. Nos primeiros anos, também foi influenciado por Foster Stockwell, Paul Tillich, Helmut Richard Niebuhr, Dietrich Bonhoeffer e Visser’t Hooft. Em 1945, participou do I Encontro Ecumênico do Pós-Guerra, numa conferência de juventude celebrada na Noruega. Posteriormente foi influenciado por Rudolf Karl Bultmann, Jürgen Moltmann e pela teologia do processo.
Em 1947, casou-se, e desse matrimônio teve três filhos. Após ser ordenado como pastor metodista, foi encaminhado para a congregação metodista de San Rafael em Mendoza, onde exerceu um pastorado com preocupações sociais. Após retornar à Buenos Aires, participou de várias instituições ecumênicas como a Associação de Seminários e Instituições Teológicas (ASIT), Igreja e Sociedade na América Latina (ISAL), Comunidade de Educação Teológica Ecumênica Latino-Americana e Caribenha (CETELA), Fraternidade Teológica Latino-Americana (FTL), Conselho Latino-Americano de Igrejas (CLAI). Em 1975, foi eleito como um dos presidentes do Conselho Mundial de Igrejas (CMI) e desse modo contribuiu para o ecumenismo na América Latina. Ajudou a funda a Assembleia Permanente dos Direitos Humanos na Argentina. Em 1984, foi eleito como candidato independente para a Convenção Nacional Constituinte que reformulou a Constituição da Argentina após a ditadura militar na Argentina entre 1976 e 1983.
Um dos centros de sua reflexão teológica é a relação entre o compromisso social e a transcendência do Reino de Deus, na qual procurou integrar, substancialmente, e não apenas formalmente, a eclesiologia, a cristologia e a responsabilidade social. Afirmava que a construção do Reino de Deus teria lugar no interior da história humana e que a colaboração do ser humano se realizaria também no coração da historia por meio de suas opções e compromissos históricos
Analisou de modo crítico e construtivo temas temas relativos: à globalização, às pretensões do modelo neoliberal, às novas manifestações religiosas (com foco movimentos carismáticos dentro do mundo evangélico), a missão específica da Igreja e dos cristãos e a busca de novos valores para a construção da sociedade.
Afirmou que: 
| “ | "A condição do pobre é a pedra de toque que mostra a legitimidade de uma concepção cristã." | ” |

.
Acreditava que mais importante do que se ligar a uma ideologia ou a um programa político ou econômico, seria gerar as convicções éticas que inspiram, dentro das condições históricas os programas mais eficazes tendo em vista a opção pelos pobres.

## Análise do desenvolvimento histórico do cristianismo na América Latina
Bonino dividiu as etapas pelas quais passou o cristianismo latinoamericano, do seguinte modo:
1. etapa colonial: na qual a fé cristã atuou como legitimadora e sacralizadora da estrutura sócio-econômica e política, estrutura que começou a desmonorar com a Revolução Industrial na Inglaterra e com o Iluminismo francês que contaminou a América Latina com os ideais de emancipação política e pela liberdade de pensamento, de comércio, de religião e individual;
2. etapa da modernização: que foi influenciada pela filosofia iluminista que libertou os povos latinoamericanos do fatalismo, da rigidez da moralidade eclesiástica e da esterilidade da filosofia escolástica; essa etapa foi caracterizada pela luta da intelectualidade liberal contra a Igreja Católica Romana; nesse momento o protestantismo foi um aliado na luta contra o domínio clerical, ajudou a quebrar o monopólio religioso católico e, em sua modalidade puritana, a afirmar as virtudes necessárias para integrar-se no mundo moderno: responsabilidade pessoal, capacidade empreendedora, honestidade e seriedade moral; por outro lado, o processo de modernização na América Latina não foi linear, pois teve seus aspectos sombrios, pois a emancipação política da Espanha não resultou em plena emancipação e libertação, mas na submissão ao regime neocolonial anglo-saxão, que tinha a ideologia liberal como instrumento de dominação.

Também afirmou que:
1. os problemas sociais na América Latina fizeram com que o catolicismo progressista e o protestantismo liberal entrassem em crise, a crise da ideologia liberal-modernizadora. Essa crise ocrreu na medida em que protestantes e católicos descobriram que sua igrejas estavam a serviço de interesses de uma estrutura desumana. Essa percepção abriu caminho para uma nova busca: a da compreensão pos-colonial e pos-neocolonial do Evangelho de Cristo, quando se passou da defesa do desenvolvimentismo para a defesa da libertação, surgiu a Teologia da Libertação, que é uma corrente teológica que teve como ponto de partida o descobrimento da própria realidade por meio da análise crítica da sociedade.
2. essa análise resultou em duas tendências: a populista, que destacava conceitos como: "popular" e "antipular", e a marxista, que destacava os conceitos de classes e o conflito entre elas.
3. a consciência cristã transformadora tem sua base na análise da realidade, sendo que tal análise deve ser feita com base no marco do compromisso transformador.

Em 1973, publicou uma obra denominada: "Visión del cambio social y sus tareas desde las iglesias cristianas no católicas", na qual refletiu sobre a relação entre a fé cristã e a sociedade no protestantismo da América Latina, com base nas perspectivas sociológica e teológica; e analisou o projeto histórico do protestantismo na história latinoamericana e o marco ideológico e teológico no qual esse projeto se integra, que seria, em um primeiro momento, a ideologia liberal burguesa e, posteriormente, o "evangelho social".

## Análise sobre o pentecostalismo
Bonino destacava cinco características do pentecostalismo:
1. a salvação pela graça de Deus e a experiência pessoal dessa salvação;
2. o batismo pelo Espírito Santo;
3. a cura divina como promessa a todos os crentes;
4. uma escatologia apocalíptica que inclui a segunda vinda de Cristo, reino milenário, juízo final e reino eterno;
5. a restauração dos milagres.

Em outra perspectiva de análise, dividia em pentecostalismo em pentecostalismo clássico, representado por Igrejas como a Assembleia de Deus e neopentecostalismo, que enfatiza quase que exclusivamente a cura divina e a teologia da prosperidade.
Sustentava que o pentecostalismo poderia ser entendido como uma rebelião contra a racionalidade e que em conjunto com os movimentos carismáticos, presentes tanto em Igrejas Evangélicas tradicionais como na Igreja Católica, buscariam uma espiritualidade que transcenda as rígidas estruturas eclesiásticas,dogmáticas e racionalizadas de tais Igrejas.

## Obras
- "Hombre y Dios en el siglo XVI: estudio e interpretación de las relaciones ente Renacimiento y Reforma en la persona, obra y pensamiento de Lutero y Erasmo de Rotterdam; su inﬂuencia en la actualidad" (Buenos Aires, 1948);
- "El nuevo mundo de Dios: estudios bíblicos sobre el sermón del Monte" (Buenos Aires, 1955);
- "Concilio abierto: una interpretación protestante del Concilio Vaticano II" (Buenos Aires, 1967);
- "Integración humana y unidad cristiana" (Porto Rico, 1969);
- "Ama y haz lo que quieras. Hacia una ética del hombre nuevo" (Buenos Aires, 1972);
- "How does God act in history", em "Christ and the younger churches. Theological contributions from Asia, Africa and Latin America" (Londres, 1972), pp. 21-31;
- "Visión del cambio social y sus tareas desde las iglesias cristianas no-católicas", em "Fe cristiana y cambio social en América Latina" (Instituto Fe y Secularidad, Barcelona, 1973), pp. 179-202;
- "Teología y liberación" (fichas ISAL, 26/3);
- "El futuro del ecumenismo" (Buenos Aires, 1975);
- "Espacio para ser hombres: una interpretación del mensaje de la Biblia para nuestro tiempo" (Buenos Aires, 1975);
- "Christians and marxists. The mutual challenge to revolution" (Londres, 1975);
- "Unidad cristiana y reconciliación social: coincidencia y tensión", em "Panorama de la teología latinoamericana I" (Salamanca, 1975), pp. 151 ss;
- "Doing theology in a revolutionary situation" (Filadélfia, 1975; tradução para o castelhano, em versão corrigida e atualizada: "La fe en busca de eficacia: una interpretación de la reflexión teológica latinoamericana de liberación" (Salamanca, 1977) trad. para o português publicada em 1987 pela Editora Sinodal: São Leopoldo;
- "Jesús, ni vencido ni monarca celestial: imágenes de Jesucristo en América Latina" (Buenos Aires, 1977);
- "Praxis histórica e identidad cristiana", em "La nueva frontera de la teología en América Latina" (Rosino Gibellini (ed.)) (Salamanca, 1977), pp. 240-260;
- "Puebla y Oaxtepec: una crítica protestante y católica" (Buenos Aires-México, 1980);
- "Teología catolicorromana" (Buenos Aires, 1980);
- "Protestantismo y liberalismo en América  Latina" (San José, 1983);
- "Toward a Christian political etics" (Filadélfia, 1983);
- "Luta pela vida e evangelizaçâo: a tradição metodista na teologia latinoamericana" (São Paulo, 1985);
- "El cristianismo y las sectas. Entrevista a José Míguez Bonino" Servicio de Información Religiosa (SIR), setembro de 1987 (ed. especial) (Buenos Aires, 1987), pp. 15 ss;
- "Para que tengan vida: encuentros con Jesús en el Evangelio de Juan" (Nova Iorque, 1990);
- "Universidad y pensamiento cristiano" (Rosário, 1993);
- "Rostros del protestantismo latinoamericano" (Buenos Aires, 1995);
- "Polémica, diálogo y misión: catolicismo romano y protestantismo en la América Latina" (Uruguay, 1996) (editor);
- "Pentecostalismo" em "Nuevo Diccionario de Teología", (Juan Jose Tamayo (org.)), (Madri, 2005), pp. 740-745[3].